# Сан-Фарріол
Сан-Фарріол — село в Іспанії, у складі автономної спільноти Каталонія, у провінції Жирона. Муніципалітет займає площу 42,26 км2, а населення в 2014 році становило 240 осіб.